# Immeuble de la chapellerie Mouret
La Chapellerie Mouret, et son immeuble, est un bâtiment construit dans la seconde moitié du XIXe siècle, situé au centre d'Avignon.

## Histoire
La façade et la toiture côté rue sont inscrits au titre des monuments historiques depuis le 10 mai 1991. La boutique, sa devanture et son décor sont classés depuis 10 décembre 1995.

## La chapellerie Mouret
La chapellerie, existante depuis 1860, devient « chapellerie Mouret » en 1923. Elle est toujours gérée par la même famille depuis trois générations. 

## En savoir plus

### Articles Connexes
- Liste des magasins de France protégés aux monuments historiques
- Liste des monuments historiques d'Avignon
- Chapeau
- Chapelier